# Boldog (Eslováquia)
Boldog é um município da Eslováquia, situado no distrito de Senec, na região de Bratislava. Tem 4,5 km² de área e sua população em 2019 foi estimada em 474 habitantes.

## Demografia
| Ano:        | 1994 | 2004   | 2014   | 2024    |
| ----------- | ---- | ------ | ------ | ------- |
| Broj ljudi: | 405  | 413    | 449    | 529     |
| Razlika:    |      | +1,97% | +8,71% | +17,81% |

| Ano:               | 2023 | 2024   |
| ------------------ | ---- | ------ |
| Número de pessoas: | 527  | 529    |
| Diferença:         |      | +0,37% |